# Spurio Furio Medullino Fuso (console 481 a.C.)
Spurio Furio Medullino Fuso, in latino Spurius Furius Medullinus Fusus (fl. V secolo a.C.), è stato un politico e militare romano del V sec. a.C.

## Biografia
Uno dei primi esponenti della gens Furia, un'antica gens di origine incerta, fu eletto nel 481 a.C. console insieme a Cesone Fabio Vibulano, che era al suo secondo mandato, in un momento di notevole inquietudine, dovuta alle lotte contro gli Equi ed i Veienti.
Durante il consolato riemersero vecchi dissensi tra patrizi e plebei, ed il tribuno della plebe Spurio Licinio cercò di approfittarne per far promulgare la legge agraria. Ma furono i suoi stessi colleghi ad opporvisi e a dare sostegno, insieme ai consoli, alla riuscita della leva militare. Mentre Cesone si metteva a capo della spedizione contro gli Equi, Spurio conduceva le sue truppe contro i Veienti ma durante questa campagna non accadde alcunché.
Secondo Dionigi invece, che lo riporta eletto in rappresentanza della plebe, Spurio Furio marciò contro gli Equi e Cesone Fabio contro i Veienti. La campagna di Spurio fu un successo, poiché i nemici non osarono affrontarlo, ed egli ricavò un consistente bottino, sia in denaro che in schiavi, distribuendone buona parte ai propri soldati, guadagnandosi così il favore popolare.